# 克倫代克 (喬治亞州霍爾縣)
克倫代克（英語：Klondike）是位於美國喬治亞州霍爾縣的一個非建制地區。該地的面積和人口皆未知。

## 地理
克倫代克的座標為34°11′43″N 83°46′42″W / 34.19528°N 83.77833°W，而該地的平均海拔高度為342米（即1122英尺）。